# Schraubenkürzer

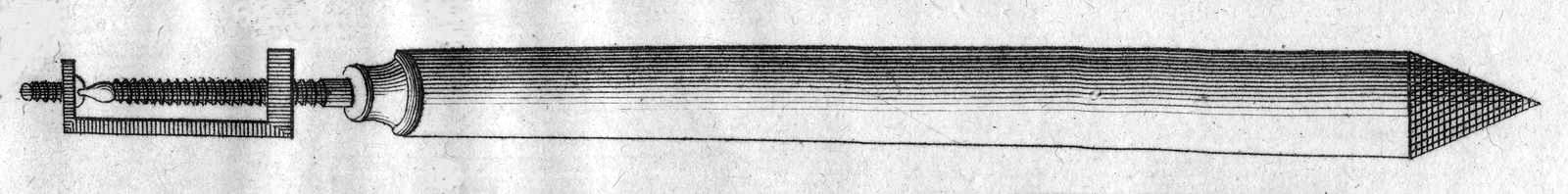
Schraubenkürzer ca. 1740

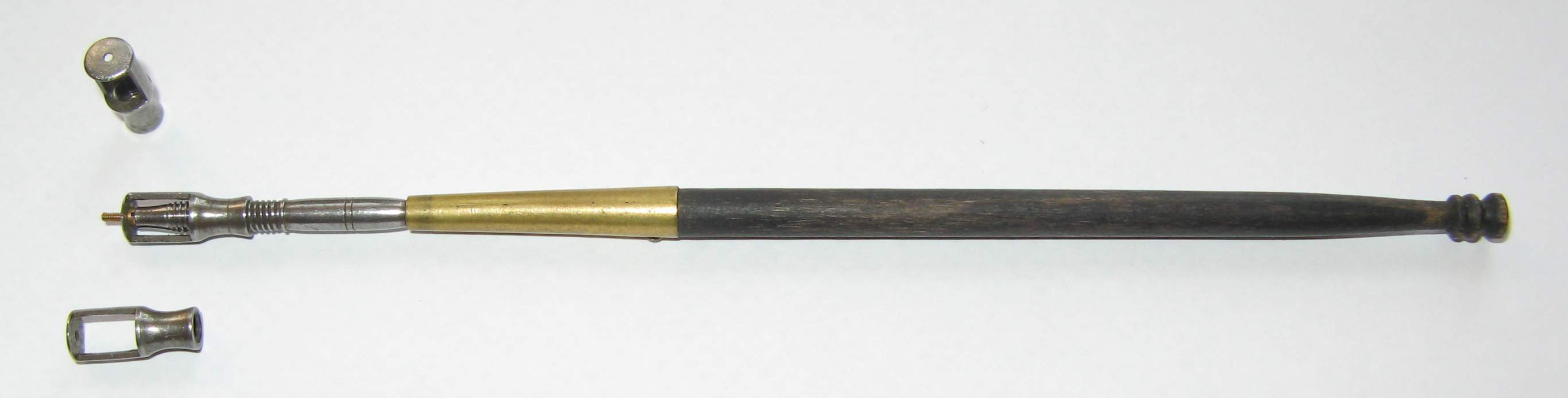
Schraubenkürzer mit Zusatzlaternen und eingespannter M1 Schraube.

Ein Schraubenkürzer oder auch Schraubenhalter ist ein Werkzeug, das gestattet auch kleinste Schrauben festzuspannen. Mit dieser Haltevorrichtung können Schrauben entweder gekürzt oder ihr Gewindeteil bearbeitet werden.

## Beschreibung
Ein Schraubenkürzer besteht aus einem Heft mit Gewindeeinsatz und einem kleinen Käfig mit Loch „Laterne“, in welches die Schrauben gesteckt und mithilfe des Heftes festgeschraubt werden kann. Damit ist die Schraube fixiert und kann weiter bearbeitet werden. Zu jedem Heft sind meistens drei bis fünf Laternen mit Löchern von 0,4 bis 1,5 mm Durchmesser vorhanden.
Der Schraubenkürzer wird noch heute in der Uhrmacherei verwendet.